# Cesar E. Chavez National Monument

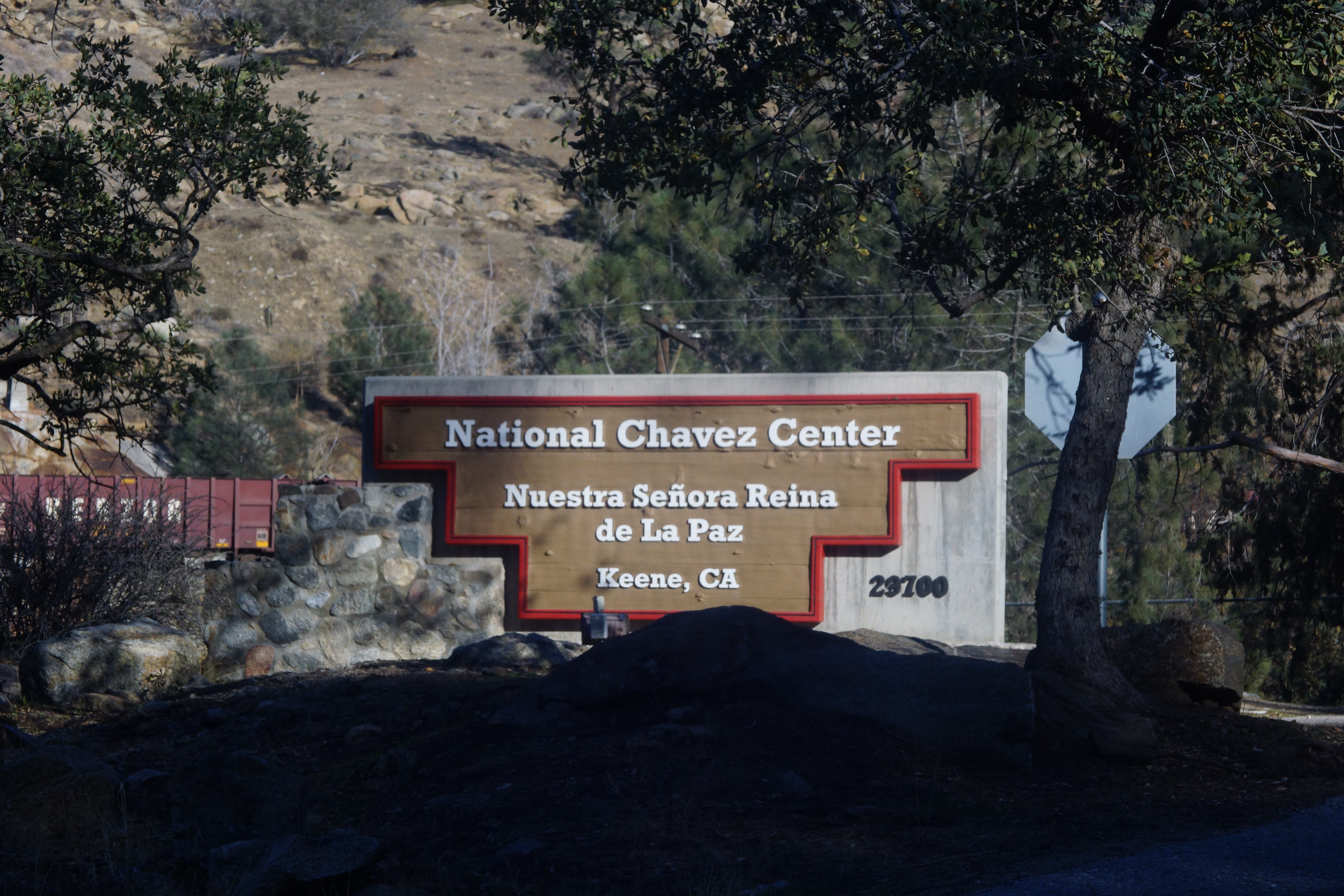
Hinweisschild

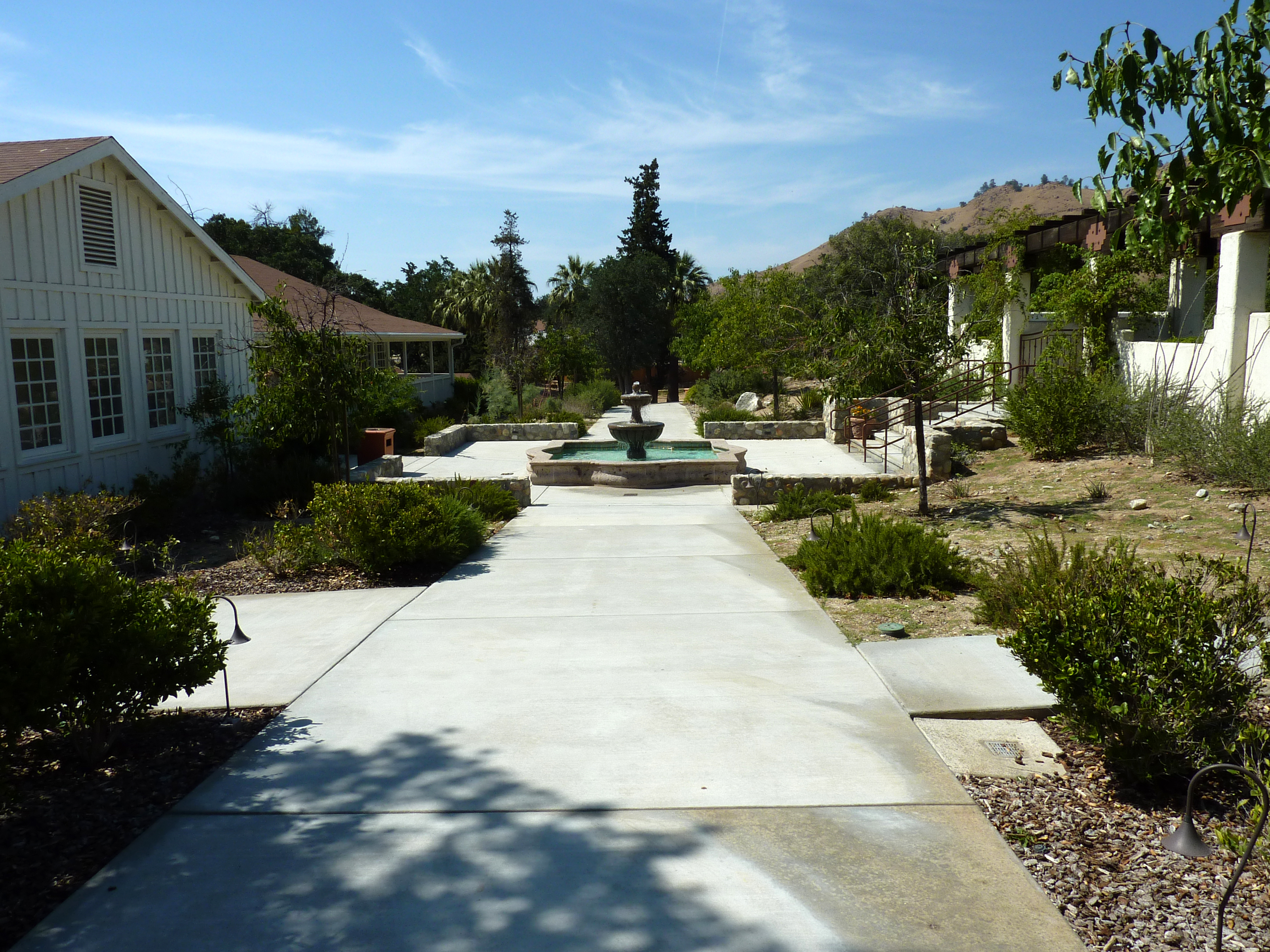
Cesar E. Chavez National Monument

Das Cesar E. Chavez ist ein US-amerikanisches National Monument in Keene im Kern County in Kalifornien. Es wurde durch Präsident Barack Obama durch eine Presidential Proclamation am 8. Oktober 2012 mit einer Flächengröße von 116 Acres (47 ha) ausgewiesen. Das National Monument wurde zu Ehren von César Chávez (1927–1993) ausgewiesen. Das Gelände war Hauptquartier der Gewerkschaft United Farm Workers (UFW) und Wohnung von César Chávez von 1970er Jahren bis zu dessen Tod 1993. Das Grab Chávez’ und seiner Ehefrau Helen Fabela Chávez liegt im Garten der Anlage. Das Haus wurde am 8. Oktober 2012 auch als National Historic Landmark ausgewiesen. Der National Park Service und das National Chavez Center betreuen gemeinsam das Cesar E. Chavez  National Monument.